# ماكسيم زينوييف
ماكسيم زينوييف (بالروسية: Зиновьев, Максим Юрьевич)‏ (15 يوليو 1980 بليبيتسك في روسيا - ) هو لاعب كرة قدم روسي في مركز الدفاع. لعب مع بالتيكا كالينينغراد وتوربيدو جودينو وتوربيدو موسكو وشلوسك فروتسلاو ولوخ إينيرجيا فلاديفوستوك ونادي دينامو الداغستاني وفاكل فارونيش ‏ وFC Domodedovo Moscow ‏ وFC SOYUZ-Gazprom Izhevsk ‏ وFC Mashuk-KMV Pyatigorsk ‏ وFC Volga Ulyanovsk ‏ وFC Olimp-Dolgoprudny ‏ وFC Metallurg Lipetsk ‏ ونادي خيمكي وGKS Bełchatów ‏.

## روابط خارجية
- ماكسيم زينوييف على موقع Soccerway.com (الإنجليزية)